# Pałac w Jaczkowie
Pałac w Jaczkowie – zabytkowy pałac  w Jaczkowie – wsi w Polsce, w województwie dolnośląskim, w powiecie wałbrzyskim, w gminie Czarny Bór.

## Historia
Obiekt wybudowany w XVIII w. jest częścią zespołu pałacowego, w skład którego wchodzi jeszcze park z aleją.